# Fábián István (irodalomtörténész)
Fábián István (Szombathely, 1903. január 12. –  Pécs, 1961. augusztus 4.) irodalomtörténész, tanár.

## Élete
Fábián Gyula lisztkereskedő és Szmolyán Lujza fia. 1921 és 1925 között a Pázmány Péter Tudományegyetem bölcsészettudományi karának hallgatója, s az Eötvös-kollégium tagja volt. 1925-ben filozófiai doktorátust szerzett. Több ízben tett külföldi tanulmányutat. 1926-ban középiskolai tanári oklevelet szerzett magyar és francia szaktárgyakból. 1927-től harmincöt éven át, haláláig mint gimnáziumi tanár és igazgató működött. 
1927-től 1934-ig a premontrei rend által vezetett, jóhírű gödöllői francia tannyelvű gimnáziumban tanít. Ezt követően előbb Mátyásföldön tanít, majd egy évig a budapesti X. kerületi állami Széchenyi István gimnázium tanára.
A pécsi Állami Széchenyi Gimnázium igazgatója (1941–1948), a Nagy Lajos Gimnázium tanára (1948–). A Sorsunk, a Dunántúl, a Jelenkor munkatársa.

## Munkássága
Tanulmányai, esszéi és bírálatai 1928-tól 1941-ig főként a Napkeletben, a Fiatal Magyarságban és a Magyar Kultúrában jelentek meg.
1946-ban a Pázmány Péter Tudományegyetemen magántanári képesítést szerzett az „Ízléstörténet a magyar irodalomban” című tárgykörből. 1927-től nagyszámú bírálata és tanulmánya jelent meg irodalmi és irodalomtörténeti folyóiratokban. Dolgozatai a magyar irodalom egész fejlődésére kiterjednek. Behatóan foglalkozott az irodalmi ízlésváltozatokkal, valamint a humor és az anekdota irodalmi szerepével. Tanulmányait a történeti tények tisztelete, filológiai pontosság és megbízhatóság jellemzi és nevelői lelkiismeretesség hatja át.

## Főbb művei
- Magyar írók levelei (Budapest, 1938)
- Az irodalomtörténetírás módszereiről (Irodalomtörténeti füzetek, 1. sz., Budapest, 1941)
- A magyar irodalom kis tükre (Budapest, 1942)
- Magyar diák verseskönyve (Pécs, 1943)
- Guide de la littérature hongroise (Budapest, 1944)
- A reformkor irodalmának középiskolai tanítása: Kölcsey Ferenc (Budapest, 1955)
- Széphistóriáink és a diákok (Filol. Füz., Budapest, 1959)